# Aran TV
Aran TV és un canal de televisió local en occità que emet a la Vall d'Aran. Es tracta d'una televisió per Internet que retransmet també per la TDT a través de la freqüència de Lleida Televisió. El canal va començar a emetre el novembre del 2010 sota el nom de Hèm TV, després d'un acord entre el Conselh Generau d'Aran i el departament de Cultura de la Generalitat de Catalunya. Actualment emet espais de deu minuts de durada a través de Lleida Televisió dos cops al dia de dilluns a divendres i un cop al dia els caps de setmana. La graella del canal compta amb espais informatius i amb l'edició aranesa del concurs lingüístic Pica Lletres, a més de debats puntuals.